# Bromus bromoideus
Bromus bromoideus é uma espécie de erva do género Bromus supostamente extinta na natureza, descrita pela primeira vez em 1867.
Estudos genéticos apontam que deve ser considerada como uma variante da B. secalinus.

## Conservação
A extinção da espécie se deu pelo uso de agrotóxicos e práticas agrícolas.
Foi encontrada nas províncias de Liège e Luxemburgo, na Bélgica; acreditava-se que estava extinto desde a década de 1930, até que foram encontradas sementes preservadas nas coleções do Jardim Botânico Nacional da Bélgica, que anunciou em 2009 que algumas sementes foram germinadas. Desde então, há um esforço de germinar a espécie em estufas e na natureza para tentar recuperá-la.